# Teller (Alaska)
Teller (Tala en Inupiak) est une localité d'Alaska aux États-Unis située dans la région de recensement de Nome. Sa population était de 229 habitants en 2010.

## Situation - climat
Elle est située sur un cordon littoral entre Port Clarence et Grantley Harbor, à 116 km au nord-ouest de Nome dans la péninsule de Seward.
Les températures moyennes vont de −23 °C à −13 °C en janvier, et de 7 °C à 14 °C en juillet.

## Histoire
Un camp de pêche esquimau appelé Nook existait à 32 km au sud de l'actuelle Teller en 1927. Une expédition de la Western Union Telegraph y a hiverné en 1866 et 1867. Un élevage de rennes, Teller Reindeer, y a été organisé entre 1892 et 1900 par le gouvernement américain. C'est Sheldon Jackson qui nomma l'endroit Teller en l'honneur du sénateur Henry Moore Teller.
En 1900, la localité augmenta sa population à cause des activités minières proches. Elle abritait alors 5 000 personnes, et l'endroit était un centre important de commerce entre les différents villages alentour.
Actuellement, l'économie locale est une économie de subsistance, basée sur la chasse, la pêche et la cueillette ainsi que l'exploitation d'un important troupeau de rennes.
Le 14 mai 1926, le dirigeable Norge s'y posa après avoir effectué le premier survol du pôle Nord.

## Démographie
| 1910 | 1920 | 1930 | 1940 | 1950 | 1960 |
| ---- | ---- | ---- | ---- | ---- | ---- |
| 125  | 80   | 76   | 118  | 160  | 217  |

| 1970 | 1980 | 1990 | 2000 | 2010 | - |
| ---- | ---- | ---- | ---- | ---- | - |
| 220  | 212  | 151  | 268  | 229  | - |

### Source
- (en) CIS